# Zamarada adiposata
Zamarada adiposata là một loài bướm đêm trong họ Geometridae.